# Donja Bukovica, Šavnik
Donja Bukovica este un sat din comuna Šavnik, Muntenegru. Conform datelor de la recensământul din 2003, localitatea are 100 de locuitori (la recensământul din 1991 erau 152 de locuitori).

## Demografie
În satul Donja Bukovica locuiesc 88 de persoane adulte, iar vârsta medie a populației este de 45,2 de ani (45,2 la bărbați și 45,2 la femei). În localitate sunt 37 de gospodării, iar numărul mediu de membri în gospodărie este de 2,70.
Populația localității este foarte eterogenă.
|  |

| Demografie | Demografie | Demografie |
| An         | Locuitori  | Locuitori  |
| ---------- | ---------- | ---------- |
|            |            |            |
|            |            |            |
|            |            |            |
|            |            |            |
| 1948       | 298        |            |
| 1953       | 343        |            |
| 1961       | 354        |            |
| 1971       | 271        |            |
| 1981       | 256        |            |
| 1991       | 152        | 152        |
| 2003       | 100        | 100        |

| \| Componența etnică conform recensământului din 2003[2] \| Componența etnică conform recensământului din 2003[2] \| Componența etnică conform recensământului din 2003[2] \| Componența etnică conform recensământului din 2003[2] \| Componența etnică conform recensământului din 2003[2] \| \| ----------------------------------------------------- \| ----------------------------------------------------- \| ----------------------------------------------------- \| ----------------------------------------------------- \| ----------------------------------------------------- \| \| \| \| \| \| \| \| Muntenegreni \| Muntenegreni \| \| 58 \| 58% \| \| Sârbi \| Sârbi \| \| 40 \| 40% \| \| Iugoslavi \| Iugoslavi \| \| 1 \| 1% \| \| necunoscută \| necunoscută \| \| 0 \| 0% \| |              |  |    |     |
| Componența etnică conform recensământului din 2003 |              |  |    |     |
| |              |  |    |     |
| Muntenegreni | Muntenegreni |  | 58 | 58% |
| Sârbi | Sârbi        |  | 40 | 40% |
| Iugoslavi | Iugoslavi    |  | 1  | 1%  |
| necunoscută | necunoscută  |  | 0  | 0%  |